# Дальнее (Алтайский край)
Дальнее — упразднённое село в Бурлинском районе Алтайского края. Входило в состав Новосельского сельсовета. Ликвидировано в 2001 г.

## География
Располагалось на северо-западе районе, на границе с Новосибирской областью, в 6,5 км к северо-востоку от села Новосельское.

## История
Посёлок дальник возник в 1959 году как одно из производственных отделение совхоза «Мирный».
Постановлением Алтайского краевого совета депутатов от 29 января 2001 г. № 36 село Дальнее исключено из учётных данных.